# Hermann Martens
Hermann Martens (Berlín, 16 d'abril de 1877 – 1916) va ser un ciclista alemany, que va competir a començaments del segle XX.
El 1908 va prendre part en els Jocs Olímpics de Londres, on va guanyar la medalla de plata en la prova de persecució per equips. Formà equip amb Karl Neumer, Max Götze i Rudolf Katzer. També va prendre part en la cursa de les 660 iardes, dels 5000 metres, dels 20 km, de l'esprint masculí i de tàndem, al costat d'Alwin Boldt, però en totes elles fou eliminat en la primera ronda. També va prendre part en la cursa dels 100 km, però no la finalitzà.